# Fossa (exogeologi)
 For alternative betydninger, se Fossa (flertydig). (Se også artikler, som begynder med Fossa)
Fossa er betegnelsen for en lang, smal sænkning på et himmellegeme som en planet eller en måne. Det antages, at fossae kan stamme fra en blandt flere geologiske processer som forkastninger, skred eller flodbølger af vand eller en anden væske.
Fossae kendes ikke mindst fra Mars og Venus, men også fra nogle måner.
På Månen kendes følgende fossae:
- Fossa Casals
- Fossa Cauchy